# Vladimír Čáp
Vladimír Čáp (* 20. března 1976, Ostrava) je bývalý český fotbalista, záložník.

## Fotbalová kariéra
Hrál za FC Baník Ostrava, MFK Frýdek-Místek, 1. FK Drnovice, FC Marila Příbram, SK Dynamo České Budějovice, Zagłębie Lubin a Śląsk Wrocław. V české lize nastoupil celkem ve 156 utkáních a dal 4 góly.

## Ligová bilance
| Ročník                          | Zápasy | Góly | Klub                       |
| ------------------------------- | ------ | ---- | -------------------------- |
| 1. česká fotbalová liga 1994/95 | 8      | 1    | FC Baník Ostrava           |
| 1. česká fotbalová liga 1995/96 | 9      | 0    | FC Baník Ostrava           |
| 1. česká fotbalová liga 1996/97 | 2      | 0    | FC Baník Ostrava           |
| 1. česká fotbalová liga 1997/98 | 14     | 0    | FC Baník Ostrava           |
| Gambrinus liga 1998/99          | 20     | 0    | FC Baník Ostrava           |
| Gambrinus liga 1999/00          | 21     | 3    | FC Baník Ostrava           |
| Gambrinus liga 2000/01          | 9      | 0    | FC Baník Ostrava           |
| Gambrinus liga 2000/01          | 11     | 0    | 1. FK Drnovice             |
| Gambrinus liga 2001/02          | 20     | 0    | 1. FK Drnovice             |
| Gambrinus liga 2002/03          | 12     | 0    | FC Marila Příbram          |
| Gambrinus liga 2003/04          | 7      | 0    | SK Dynamo České Budějovice |
| Gambrinus liga 2004/05          | 23     | 0    | 1. FK Drnovice             |
| Ekstraklasa 2005/06             | 9      | 0    | Zagłębie Lubin             |
| Ekstraklasa 2008/09             | 6      | 0    | Śląsk Wrocław              |
| CELKEM                          | 171    | 4    |                            |